# Petrolabis
Petrolabis – wymarły rodzaj owadów z rzędu skorków i podrzędu Neodermaptera, obejmujący tylko jeden znany gatunek Petrolabis guerneyi.
Jedyny gatunek rodzaju opisany został w 1984 roku przez F.M. Browna jako Labiduromma guerneyi. Opisu dokonano  na podstawie skamieniałości znalezionych w Florissant w Kolorado (Stany Zjednoczone) i pochodzących z przełomu eocenu i oligocenu. W 2010 roku Stylianos Chatzimanolis i Michael Engel dokonali rewizji rodzaju Labiduromma, wydzielając ten gatunek do monotypowego rodzaju Petrolabis. Nazwa rodzajowa jest połączeniem greckich słów petra („skała”) i labis („szczypce”).
Owad ten miał mniej więcej tak długie jak szerokie, niezwężające się ku przodowi, prawie kwadratowe przedplecze o szerokości mniejszej od szerokości głowy. Pokrywy (tegminy) były mniej więcej dwukrotnie dłuższe niż szerokie, o stosunkowo prostych krawędziach bocznych i tylnych. Wydłużony odwłok miał prawie równoległe boki. Długość ostatniego z jego tergitów była zbliżona do jego szerokości i znacznie większa od długości tergitu przedostatniego. Powierzchnia ostatniego tergitu była pozbawiona guzków. Małe i krótkie pygidium było tępo zaokrąglone. Przekształcone w szczypce przysadki odwłokowe miały ramiona niezbyt daleko od siebie osadzone, wydłużone, długości od ¾ odwłoka do równej jego długości, zaopatrzone w szeroki i tępy ząb przynasadowy, na całej długości delikatnie zakrzywione i równomiernie się zwężające ku zaokrąglonym wierzchołkom.